# Pontificio Istituto di Archeologia Cristiana
Il Pontificio Istituto di Archeologia Cristiana (P.I.A.C.) è un'istituzione universitaria della Santa Sede, fondata da Papa Pio XI l'11 dicembre 1925 e situata a Roma.

## Storia

### Origini
Il Pontificio Istituto di Archeologia Cristiana è stato fondato l'11 dicembre 1925 in seguito alla promulgazione da parte di Papa Pio XI del motu proprio I primitivi cemeteri. L'Istituto era dedito a preparare studenti provenienti da ogni nazione agli studi sopra i reperti archeologici cristiani. Pio XI mise inoltre a disposizione dell'Istituto il libero studio delle catacombe di Roma e delle altre aree presenti nel territorio italiano delle quali la Santa Sede ha custodia.
L'Istituto, assieme alla Pontificia commissione di archeologia sacra e alla Pontificia Accademia di Archeologia, fa parte di un progetto avviato già da Papa Pio IX. Il progetto era ispirato dall'archeologo noto come il "fondatore" dell'archeologia cristiana, Giovan Battista De Rossi, nel 1852, dedito a conservare, valorizzare e custodire il frutto del lavoro degli scavi.
Pio XII affidò l'organizzazione dell'Istituto a Johann Peter Kirsch, già fondatore nel 1888 dell'Istituto Romano della Görres-Gesellschaft. Kirsch divenne anche il primo rettore dell'Istituto e mantenne l'incarico per 16 anni fino all'anno della sua morte, nel 1941.

### Attività
Il Pontificio Istituto di Archeologia Cristiana offre ai propri studenti la possibilità di conseguire i titoli di Dottorato e di Licenza, i quali, in seguito agli accordi legati al processo di Bologna, hanno valore equipollente ai titoli di secondo e terzo ciclo in Italia. Tra le discipline trattate nei corsi del Pontificio Istituto si distinguono l'epigrafia, l'iconografia e la museografia. Ogni corso di studi è accompagnato da dimostrazioni pratiche e visite oltre che da studi teorici.
Dal 1963 il Pontificio Istituto di Archeologia Cristiana organizza annualmente viaggi di studio scientifici per tutti i suoi studenti e professori, mirati alla ricerca di nuovi oggetti di studio. Il primo viaggio di studio fu diviso tra Milano, Verona, Monza e Castelseprio; nel corso degli anni i viaggi si sono sviluppati non solamente in Italia, ma anche in Europa e in Africa.
Nel 2001 il Pontificio Istituto di Archeologia Cristiana ha aderito al progetto internazionale C.A.R.E. (Corpus architecturae religiosae europeae), dedito allo sviluppo di un corpus riguardante l'architettura religiosa dei secoli IV-X. Il coordinamento del progetto per l'Italia centrale venne affidato a Federico Guidobaldi, docente emerito di architettura cristiana antica e di topografia di Roma antica presso il Pontificio Istituto di Archeologia Cristiana.

## Gli scavi

### Scavo della tomba di San Pietro
Nel 1939, 12 anni dopo la propria fondazione, il Pontificio Istituto di Archeologia Cristiana ricevette la prima commissione diretta di scavo da Papa Pio XII. Lo scavo riguardava l'analisi di un presunto sarcofago individuato sotto la Basilica di San Pietro in Vaticano nel corso di un'operazione volta ad abbassare il pavimento della Basilica. La ricerca, diretta da Ludwig Kaas, Bruno Maria Apollonj Ghetti e Antonio Ferrua (quest'ultimo si era laureato nel 1937 in epigrafia cristiana proprio presso il Pontificio Istituto di Archeologia Cristiana, di cui diventerà rettore nel 1973), portò all'individuazione della presunta tomba di San Pietro e delle reliquie del Santo nel 1950. Nel 1953, l'epigrafista Margherita Guarducci, subentrata nella ricerca a Ferrua, individuò nella zona dello scavo degli altri resti, i quali secondo i suoi studi dovevano essere le vere reliquie di San Pietro, aprendo una disputa con Ferrua stesso.

### Scavo sul lato sud di San Paolo fuori le mura

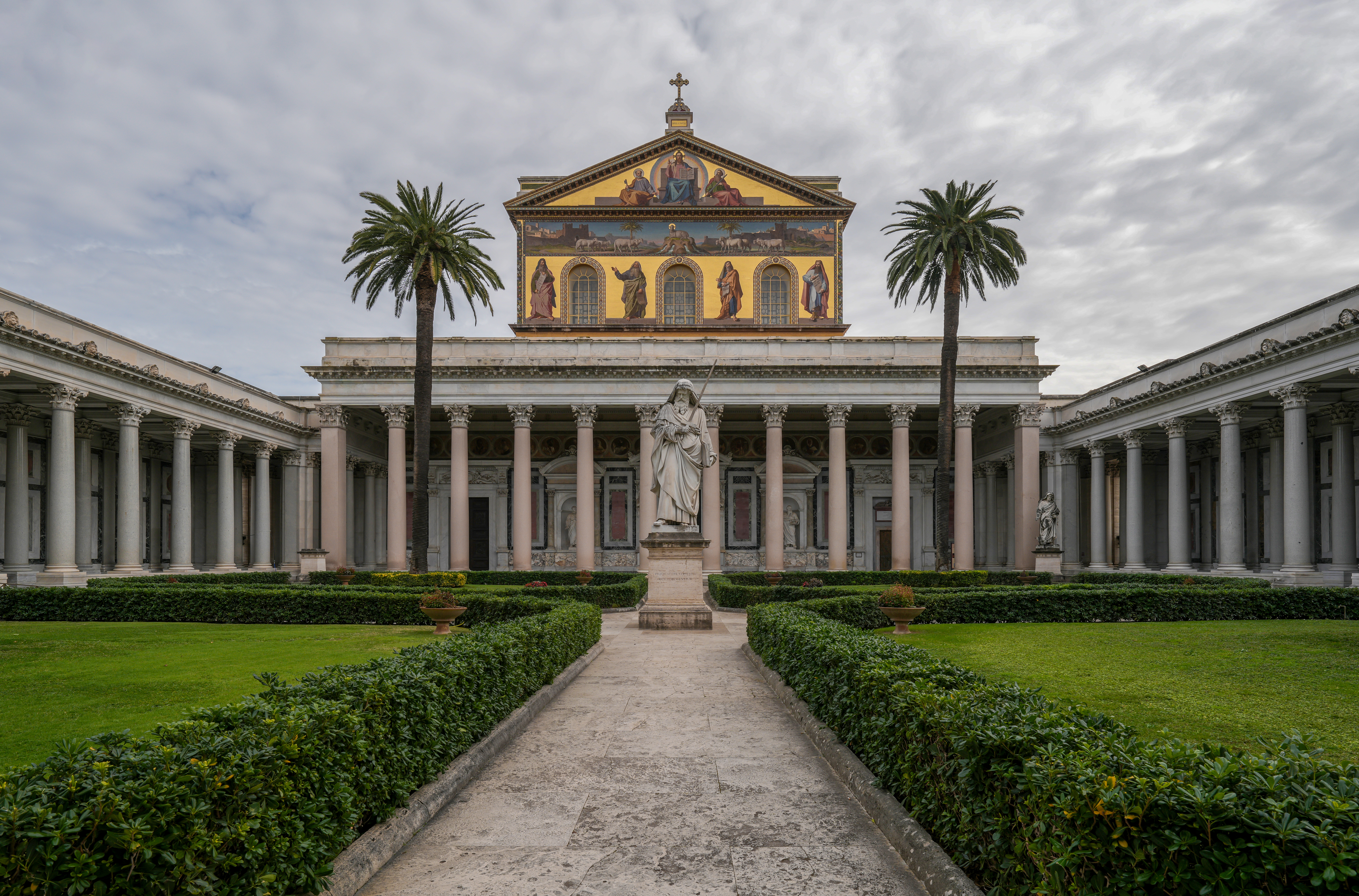
Basilica di San Paolo fuori le mura, facciata.

Per ricevere nuovamente una commissione dalla Santa Sede, il Pontificio Istituto Di Archeologia Cristiana dovette attendere 68 anni: nel 2007 gli fu affidato lo scavo sul lato sud della Basilica di San Paolo fuori le mura, la seconda maggiore basilica papale a Roma, dopo San Pietro.
Lo scavo, curato dalla professoressa Lucrezia Spera, svoltosi tra il 2007 e il 2009 in collaborazione con i Musei Vaticani, ha reso possibile la ricostruzione di un monastero risalente all'età dell'insediamento di quella zona e in seguito andato perduto, nonché altre scoperte sempre attribuibili al periodo altomedievale.
Nel giugno del 2018, nove anni dopo la conclusione dello scavo, grazie a un progetto che ha visto la collaborazione oltre che del Pontificio Istituto di Archeologia Cristiana e dei Musei Vaticani anche della Scuola di specializzazione in Beni architettonici e del paesaggio e dell'Università degli Studi di Roma "La Sapienza", è stata inaugurata e aperta al pubblico l'area archeologica.

### Scavo a Riva Ligure
Dal novembre 2016 il Pontificio Istituto di Archeologia Cristiana è stato impegnato in uno scavo aperto a Riva Ligure (IM), all'interno del complesso paleocristiano Capo Don, nel quale i ricercatori hanno portato alla luce una basilica paleocristiana situata sul livello del mare. Nel dicembre 2019, il sindaco di Riva Ligure Giorgio Giuffra in un'intervista ad un giornale locale ha elogiato l'operato dei ricercatori dell'Istituto in quanto il parco archeologico creatosi ha suscitato l'attenzione e la curiosità dei visitatori, facendo così raggiungere al comune dei picchi di turismo di circa tremila visitatori nel giro di pochi mesi, numeri raramente raggiunti in quella realtà.

### Scavo ad Adulis

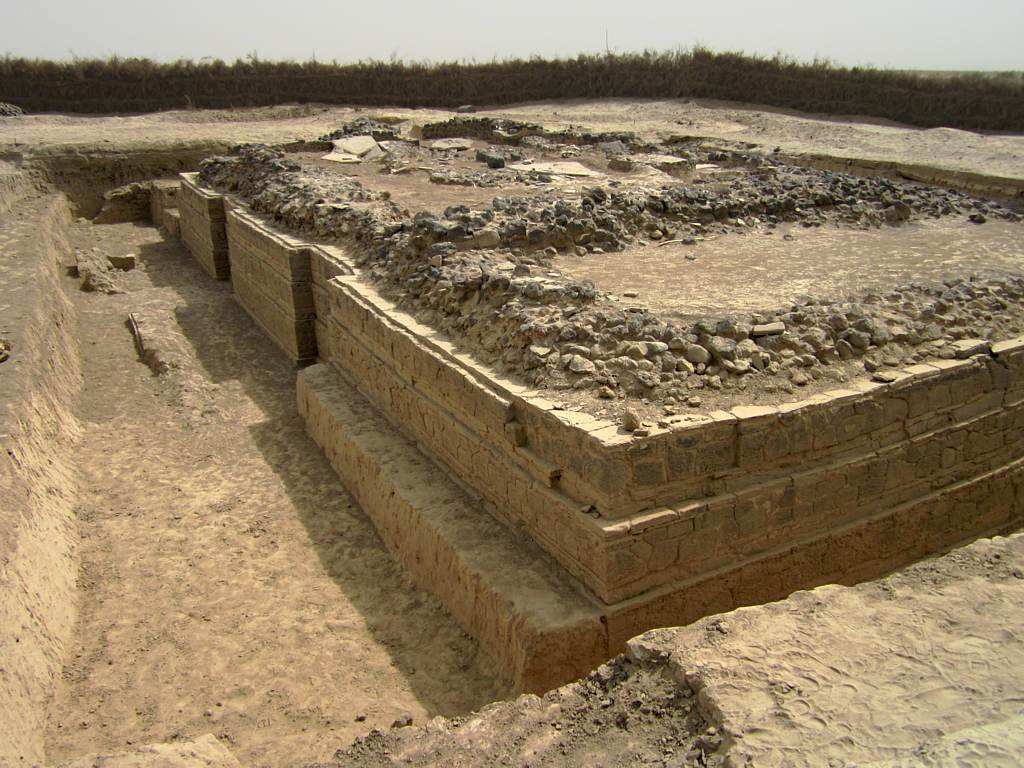
Scavo ad Adulis, Eritrea.

Dal 2018 al 2020 il Pontificio Istituto di Archeologia Cristiana, in collaborazione con l'Università Cattolica di Milano il Politecnico di Milano e Università degli Studi di Napoli "L'Orientale", è impegnato in Eritrea per lo scavo dell'antica città di Adulis, in seguito ad un progetto mirato allo studio della formazione del cristianesimo nel Corno d'Africa in età tardo-antica. All'epoca importante base commerciale bizantina sul Mar Rosso, Adulis venne sommersa da un'inondazione di limo, probabilmente dovuta ad uno tsunami, nel VII secolo. Lo scavo ha reso possibile stimare l'area coperta dall'antica città sui 40 ettari circa, riportare alla luce vari oggetti della vita quotidiana, tesori, gemme rimasti sommersi dall'alluvione, e ritrovare la Porta Ovest della città.
Il lavoro del Pontificio Istituto si è concentrato maggiormente sul perimetro di 30 metri corrispondenti all'antica chiesa paleocristiana vescovile. Sono state inoltre ritrovate altre tre  chiese, che documentano la diffusione del cristianesimo nell'Africa Orientale. Il Pontificio Istituto, lungo la durata dello scavo, ha coinvolto e ricevuto il sostegno di giovani locali ed accademici, e ricevuto la visita del Presidente dell'Eritrea Isaias Afewerki, in nome del contatto diplomatico tra la Santa Sede e l'Eritrea stessa.

## Biblioteca
La biblioteca del Pontificio Istituto di Archeologia Cristiana, a disposizione degli iscritti ai corsi ordinari e degli uditori, presenta un patrimonio complessivo di circa 50.000 volumi, con un'aggiunta annua di ulteriori 500 unità.

## Casa editrice
La casa editrice dell'Istituto, PIAC, ha all'attivo più di 100 pubblicazioni suddivise in collane dedicate soprattutto all'archeologia cristiana. La casa editrice inoltre cura la pubblicazione della Rivista di Archeologia Cristiana, nata nel 1924, dunque prima della nascita del Pontificio Istituto stesso.

## Rettori
Il Pontificio Istituto di Archeologia Cristiana, al 2020, ha avuto nella sua storia 14 differenti rettori; di questi, solo due hanno coperto la carica per più di un mandato: Victor Saxer (1970-73 e 1983-93) e Danilo Mazzoleni (2004-07 e 2013-19).
Johann-Peter Kirsch, fondatore del Pontificio Istituto, possiede il primato per il mandato più longevo, con 16 anni di rettorato (1925-41), mentre il mandato di Umberto Maria Fasola, di soli due anni (1981-83), è quello di minore durata.
Ad oggi il regolamento del Pontificio Istituto di Archeologia Cristiana prevede per i propri rettori un mandato di durata massima continuativa di sei anni.
Le nazioni rappresentate dai rettori dell'Istituto sono: Italia, Francia, Lussemburgo, Belgio e Germania.
Rettori del Pontificio Istituto di Archeologia Christiana
- Johann Peter Kirsch (1925–1941)
- Pio Franchi de’Cavalieri (1941–1942,commissario)
- Giuseppe Bruno (1942–1946, commissario)
- Lucien de Bruyne (1946–1961)
- Joseph Darsy (1961–1967)
- Enrico Josi (1967–1970)
- Victor Saxer (1970–1973)
- Antonio Ferrua (1973–1979)
- Umberto Maria Fasola (1979–1982)
- Victor Saxer (1982–1992) 2º mandato
- Patrick Saint-Roch (1992–1998)
- Philippe Pergola (1998–2004)
- Danilo Mazzoleni (2004–2007)
- Vincenzo Fiocchi Nicolai (2007–2013)
- Danilo Mazzoleni (2013–2020) 2º mandato
- Stefan Heid (2020)